# René Goscinny
René Goscinny (Paris, 14 de agosto de 1926 — Paris, 5 de novembro de 1977) foi um escritor de história em quadrinhos e cineasta francês. Ele é mais conhecido por ser co-criador de personagens como Asterix, Lucky Luke, Iznogoud, Humpá-Pá e O Pequeno Nicolau.

## Biografia
Goscinny, nasceu em Paris, França, em 14 de agosto de 1926, filho de imigrantes judeus poloneses (sua mãe nasceu em Chodorków, atual Ucrânia). Mudou com os seus país para a Argentina em 1928, com dois anos de idade e passou a sua infância em Buenos Aires. O seu pai era professor de Matemática na escola que Goscinny frequentou, mostrando uma notável aptidão para as artes. Muitos de seus primeiros trabalhos foram publicados nas revistas da escola, como Notre Voix e Quartier Latin. Um mês após a sua graduação em Belas Artes, em 1943, o seu pai faleceu inesperadamente, o que o obrigou, por problemas financeiros, a aceitar um emprego como guarda-livros numa fábrica de pneus.
Mais tarde, depois de se demitir, arranjou um trabalho como ilustrador júnior numa agência de publicidade, não tendo no entanto, sido muito bem sucedido e, em 1945, quando o seu tio materno lhe fez um convite para se juntar a ele em Nova York, mudou-se para o Brooklyn com sua mãe. Trabalhou durante algum tempo como tradutor até que foi convocado para a tropa. No entanto, a Segunda Guerra Mundial já estava no fim e, embora tenha servido na França, não chegou a participar em nenhuma acção em batalha. Regressou para Brooklyn após a sua dispensa e tentou mais uma vez, encontrar trabalho como artista.
Em 1948 encontrou trabalho como assistente num pequeno estúdio e aqui ele entrou em contacto com os artistas Maurice de Bevere (Morris), com quem colaborou durante 20 anos na banda desenhada do Lucky Luke, e Harvey Kurtzman que o incentivou a optimizar o seu trabalho. Foi através de Harvey Kurtzman que tomou contacto com os novos artistas americanos e fundadores da revista MAD, Will Elder, Jack Davis e John Severin.
Cerca de um ano depois, o seu trabalho tinha melhorado a tal ponto que atraiu a atenção de Georges Troisfontaines, o director da World Press Agency em Bruxelas, na Bélgica. Goscinny foi para a Bélgica encontrar-se com ele acabando também por conhecer o director de arte da Agência Dupuis, Jean-Michel Charlier, acabando por se estabeleceu em Paris, onde fez alguns trabalhos para a Dupuis vindo mais tarde, em 1951, a assumir a gestão do Gabinete de Imprensa de Paris da World Press Agency. Foi aqui que conheceu Albert Uderzo.
Os seus primeiros trabalhos foram para a Dupuis, mas ao mesmo tempo, trabalhou no desenvolvimento dos seus próprios personagens, nomeadamente Humpá-Pá. Em 1955, com a parceria de Morris, foi lançado o extremamente bem sucedido "Lucky Luke". Nesse mesmo ano, após um desentendimento, Goscinny abandonou a World Press Agency e, juntamente com Charlier, Uderzo e Jean Hebrard, criaram os syndicates independentes Edipress e Edifrance.
Ainda nesse ano, lançaram a revista Pilote onde começaram a mostrar as obras de vários artistas novos e talentosos. Goscinny também criou o livro para crianças Le Petit Nicolas, com Jean-Jacques Sempé e, em 1956, escreveu editoriais e histórias para a Pilote bem como argumentos para filmes. Em 1962, trabalhou no Le Grand Vizir Iznogoud com o jovem artista Jean Tabary, mas foi Astérix, criado para a primeira edição da "Pilote", que o levou para a ribalta, passando, a partir de 1968, a dedicar-se quase exclusivamente a "Asterix".
Em 1974, juntamente com Uderzo fundou os Estúdios Idefix para fazer versões animadas de Astérix, sendo a sua primeira produção "Os doze trabalhos de Astérix", tendo obtido um enorme sucesso. Posteriormente, produziram uma versão cinematográfica de "Lucky Luke".
Com Uderzo, Goscinny também recebeu vários prémios e foi considerado um herói nacional em França. Infelizmente, o trabalho duro e o esforço tinham feito estragos, vindo a morrer de ataque cardíaco a 5 de novembro de 1977, aos 51 anos de idade.
Em 2020, ganhou uma estátua em sua homenagem localizada em Paris.

## Filmografia
| Ano  | Título                | Papel                                 | Notas                    |
| ---- | --------------------- | ------------------------------------- | ------------------------ |
| 1968 | Asterix e Cleópatra   | Comentarista                          | Voz, sem créditos        |
| 1978 | La Ballade des Dalton | Jolly Jumper , o cavalo de Lucky Luke | Voz, (papel filme final) |